# Campeonato Chinês de Patinação Artística no Gelo de 2018
O Campeonato Chinês de Patinação Artística no Gelo de 2018 foi a edição da temporada 2017–18 do Campeonato Chinês de Patinação Artística no Gelo, um evento anual de patinação artística no gelo onde os patinadores artísticos competem pelo título de campeão chinês. A competição foi disputada entre os dias 23 de dezembro e 24 de dezembro de 2017, na cidade de Changchun, Jilin.

## Eventos
- Individual masculino
- Individual feminino
- Duplas
- Dança no gelo

## Medalhistas
| Evento                        | Ouro                  | Prata                    | Bronze               |
| Individual masculino detalhes | Yan Han               | Zhang He                 | Hao Yan              |
| Individual feminino detalhes  | Li Xiangning          | Zhao Ziquan              | Chen Hongyi          |
| Duplas detalhes               | Yu Xiaoyu Zhang Hao   | Peng Cheng Jin Yang      | Wang Xuehan Wang Lei |
| Dança no gelo detalhes        | Wang Shiyue Liu Xinyu | Song Linshu Sun Zhuoming | Ning Wanqi Wang Chao |

## Resultados

### Individual masculino
| Pos.              | Nome          | Pontos | PC         | PL         |
| ----------------- | ------------- | ------ | ---------- | ---------- |
| Medalha de ouro   | Yan Han       | 247.17 | 72.32 (1)  | 174.85 (1) |
| Medalha de prata  | Zhang He      | 219.10 | 62.81 (5)  | 156.29 (2) |
| Medalha de bronze | Hao Yan       | 201.49 | 64.14 (3)  | 137.35 (3) |
| 4                 | Chen Yudong   | 201.27 | 67.38 (2)  | 133.89 (4) |
| 5                 | Zhu Lei       | 172.77 | 63.50 (4)  | 109.27 (6) |
| 6                 | Liu Runqi     | 168.51 | 52.71 (6)  | 115.80 (5) |
| 7                 | Liu Mutong    | 156.12 | 51.23 (9)  | 107.39 (7) |
| 8                 | Qu Zhibo      | 154.32 | 50.16 (8)  | 104.16 (8) |
| 9                 | Wang Jinze    | 150.04 | 47.04 (11) | 103.00 (9) |
| 10                | Li Zixu       | 141.51 | 51.23 (7)  | 90.28 (12) |
| 11                | Rong Qinglong | 138.92 | 44.87 (13) | 94.05 (10) |
| 12                | Li Luanfeng   | 136.04 | 45.56 (12) | 90.48 (11) |
| 13                | Wang Pofeng   | 111.44 | 38.91 (14) | 72.53 (13) |
| 14                | Li Pengrui    | 109.00 | 37.62 (15) | 71.38 (14) |
| 15                | Diao Shijie   | 96.36  | 31.01 (16) | 65.35 (15) |
| WD                | Lu Yunda      | —      | 48.61 (10) | — (WD)     |
| WD                | Li Yuheng     | —      | — (WD)     |            |

### Individual feminino
| Pos.              | Nome             | Pontos | PC         | PL         |
| ----------------- | ---------------- | ------ | ---------- | ---------- |
| Medalha de ouro   | Li Xiangning     | 193.97 | 65.31 (1)  | 128.66 (1) |
| Medalha de prata  | Zhao Ziquan      | 183.02 | 65.27 (2)  | 117.75 (2) |
| Medalha de bronze | Chen Hongyi      | 176.59 | 60.97 (3)  | 115.62 (3) |
| 4                 | An Xiangyi       | 139.16 | 52.40 (4)  | 86.76 (6)  |
| 5                 | Cao Qijing       | 136.10 | 47.30 (5)  | 88.80 (4)  |
| 6                 | Su Yi            | 134.27 | 45.49 (6)  | 88.78 (5)  |
| 7                 | Zheng Lu         | 124.43 | 42.21 (7)  | 82.22 (7)  |
| 8                 | Liu Danning      | 111.70 | 38.31 (8)  | 73.39 (9)  |
| 9                 | Zhang Meichi     | 111.17 | 37.73 (9)  | 73.44 (8)  |
| 10                | Li Shenya        | 99.02  | 31.03 (16) | 67.99 (10) |
| 11                | Wang Chuyi       | 98.05  | 31.87 (13) | 66.18 (12) |
| 12                | Hou Meiran       | 97.02  | 36.75 (11) | 60.27 (18) |
| 13                | Zhang Mingyuqian | 96.36  | 37.31 (10) | 59.05 (19) |
| 14                | Cheng Zilin      | 96.24  | 29.36 (19) | 66.88 (11) |
| 15                | Li Jiayin        | 95.18  | 30.41 (17) | 64.77 (13) |
| 16                | Qian Kun         | 94.33  | 31.61 (14) | 62.72 (15) |
| 17                | Jin Guanru       | 94.09  | 32.42 (12) | 61.67 (17) |
| 18                | Zhang Xiwen      | 90.87  | 28.19 (20) | 62.68 (16) |
| 19                | Jin Minzhi       | 88.33  | 31.13 (15) | 57.20 (20) |
| 20                | Chen Jiayu       | 86.70  | 29.98 (18) | 56.72 (21) |
| 21                | Jiang Qiuji      | 83.84  | 20.97 (23) | 62.87 (14) |
| 22                | Zhao Minglu      | 82.81  | 26.96 (21) | 55.85 (22) |
| 23                | Sha Chenchen     | 73.18  | 26.21 (22) | 46.97 (24) |
| 24                | Liu Xinyun       | 66.61  | 17.12 (24) | 49.49 (23) |

### Duplas
| Pos.              | Nome                        | Pontos | PC        | PL         |
| ----------------- | --------------------------- | ------ | --------- | ---------- |
| Medalha de ouro   | Yu Xiaoyu / Zhang Hao       | 227.32 | 77.56 (1) | 149.76 (1) |
| Medalha de prata  | Peng Cheng / Jin Yang       | 223.30 | 76.62 (2) | 146.68 (2) |
| Medalha de bronze | Wang Xuehan / Wang Lei      | 177.68 | 59.20 (4) | 118.48 (3) |
| 4                 | Gao Yumeng / Jie Zhong      | 174.48 | 60.22 (3) | 118.48 (4) |
| 5                 | Tang Feiyao / Yang Yongchao | 156.80 | 53.90 (5) | 102.90 (5) |
| 6                 | Zhang Mingyang / Song Bowen | 140.94 | 49.14 (6) | 91.80 (6)  |
| 7                 | Zhang Yuyao / Jia Ziqi      | 131.64 | 47.88 (7) | 83.76 (7)  |
| 8                 | Wang Yuchen / Huang Yihang  | 119.58 | 42.66 (8) | 76.92 (8)  |

#### Dança no gelo
| Pos.              | Nome                       | Pontos | PC         | PL         |
| ----------------- | -------------------------- | ------ | ---------- | ---------- |
| Medalha de ouro   | Wang Shiyue / Liu Xinyu    | 169.74 | 60.06 (1)  | 109.68 (1) |
| Medalha de prata  | Song Linshu / Sun Zhuoming | 138.86 | 49.98 (2)  | 88.88 (2)  |
| Medalha de bronze | Ning Wanqi / Wang Chao     | 130.36 | 47.54 (3)  | 82.82 (3)  |
| 4                 | Guo Yuzhu / Zhao Pengkun   | 110.84 | 39.52 (4)  | 71.32 (4)  |
| 5                 | Wang Xiaotong / Zhao Kaige | 93.34  | 28.44 (5)  | 64.90 (5)  |
| 6                 | Feng Yuhan / Jiao Mingyang | 82.22  | 24.38 (8)  | 57.84 (6)  |
| 7                 | Chen Xizi / Xing Jianing   | 80.32  | 25.26 (7)  | 55.06 (7)  |
| 8                 | Liu Hanmiao / Liu Chang    | 76.60  | 27.56 (6)  | 49.04 (8)  |
| 9                 | Hu Yuqing / Meng Bolin     | 52.10  | 16.46 (10) | 35.64 (9)  |
| 10                | Shi Shang / Fei Wenrun     | 50.36  | 16.62 (9)  | 33.74 (10) |
| 11                | Li Shenya / Yang Xi        | 48.80  | 15.92 (11) | 32.88 (11) |